# Феодосий (Нагасима)
Митрополи́т Феодоси́й (яп. 府主教フェオドシイ; в миру Василий Нагасима Синдзи [ワシリイ 永島 新二]; 3 апреля 1935, Омия, Сайтама — 7 мая 1999, Токио) — епископ Японской православной церкви; с 1972 по 1999 год — предстоятель Японской православной церкви, автономной церкви Московского патриархата, с титулом: «архиепископ Токийский, митрополит всея Японии».

## Биография
Родился 3 апреля 1935 года в посёлке Омия (ныне в черте города Сайтама), префектура Саитама, Япония, в буддийской семье.
Учась в начальной школе, посещал Токийский Воскресенский собор (Николай-до), чтобы послушать православные песнопения. Синдзи стал посещать просветительский миссионерский кружок, основанный в 1950 году священником Иаковом Ниидзума, и в 1952 году принял крещение с именем Василий. Отец и два брата Василия Нагасимы также приняли православие.
Получив среднее образование, он готовился к поступлению в университет, однако обращение в православие переменило его взгляды, и в 1954 году он поступил в недавно возрожденную Токийскую духовную семинарию. 5 февраля 1958 года вместе с другими семинаристами основал религиозный журнал «Путь» («Мити»). Хотя издание журнала прекратилось выпуск после четырёх выпусков, он послужил для Василия началом его писательских и издательских трудов.
По окончании семинарии в 1958 году Василий был направлен в качестве катехизатора в храм во имя великомученика Димитрия Солунского в город Ямато. Одновременно он принял на себя обязанности редактора официальной японской церковной газеты Православный Вестник (Сэйкёо Дзихоо). После он два года служил катехизатором в церкви района Канда (Токио), а в июле 1962 года был переведён в храм во имя апостола Иакова города Кагосима. Здесь он продолжал катехизаторское служение, нередко посещая с миссионерскими визитами отдалённые пределы острова Кюсю.
В 1964 году епископ Владимир (Нагосский) рукоположил катехизатора Василия во диакона и вскоре — во пресвитера. Находясь на Кюсю, о. Василий стал изъявлять желание принять монашество, и в июле 1965 года епископ Владимир направил его в США на послушание в Свято-Тихоновский монастырь в Саут-Кейнане, в Пенсильвании, где также действовала Свято-Тихоновская духовная семинария. Из Америки священник писал епископу Владимиру, что укрепился в желании стать монахом; тем не менее, в июле 1967 году он был отозван в Японию и возвратился на служение в церковь в Кагосима.
К 1969 году, когда Православная церковь в Японии была в преддверии обретения автономии, возникла необходимость избрания епископов из японцев. 19 октября, на внеочередном собрании по этому вопросу было избрано два кандидата — служащий в Японии американец иеродиакон Серафим (Сигрист) и священник Василий Нагасима, который, подчинившись воле Церкви, принял постриг с именем Феодосий в честь святителя Феодосия Черниговского.
2 ноября 1969 года, согласно с решением Архиерейского Собора Американской Митрополии, архимандрит Феодосий был хиротонисан во епископа Китоского. Хиротонию совершили: архиепископ Сан-Францисский Иоанн (Шаховской) и епископ Токийский Владимир (Нагосский).
В составе японских делегаций принял участие в поездках в СССР, завершившихся снятием прещений, наложенных в 1947 году на Американскую митрополию патриархом Алексием и Священным Синодом Русской Церкви и дарованием Японской Церкви автономии 10 апреля 1970 года.
Структура и административные институты автономной Церкви были определены на двух Соборах 1970 года — ежегодном июльском и Чрезвычайном 15 — 16 ноября. В соответствии с Патриаршим Томосом, в Японской Церкви были учреждены три епархии: Токийская архиепископия, возглавляемая предстоятелем; Западно-Японская епархия с центром в Киото, которую возглавил епископ Феодосий, и Восточно-Японская епархия с центром в Сэндай.
10 февраля 1972 года митрополит Владимир (Нагосский) разослал японским священнослужителям извещение о своём уходе с поста предстоятеля Японской православной церкви, одновременно направив прошение о принятии в число архиереев ПЦА. Временно управляющим Церковью он назначал епископа Киотоского Феодосия (Нагасиму). Вопрос с избранием нового предстоятеля оказался трудным: наиболее логичный кандидат — епископ Феодосий, ещё не завоевал должного авторитета среди духовенства и верующих, — и потому японское руководство Церкви во главе с о. Василием Такэока начало открыто высказываться против избрания нового предстоятеля, предлагая предоставить все полномочия Митрополичьему совету.
Вопрос с замещением Токийской кафедры был решён на чрезвычайном Соборе 19 марта 1972 года. Помимо трёх архиереев Японской Церкви, на нём присутствовал заместитель председателя ОВЦС архиепископ Ювеналий (Поярков), главной задачей которого оказалось убеждение японского духовенства в том, что существование Церкви без правящего архиерея не соответствует каноническим правилам и, следовательно, Патриархией одобрено не будет. Необходимость избрания преемника подчеркивал и митрополит Владимир, высказав мнение о том, что для дальнейшего развития Церкви, превращения её в «подлинно японскую» необходимо иметь предстоятеля-японца, он рекомендовал Собору епископа Феодосия. Архиепископ Ювеналий со своей стороны также заверил участников, что у московского священноначалия нет возражений против того, чтобы митрополичью кафедру занял японец, хотя, разумеется, если они пожелают принять архипастыря от Русской православной церкви, Патриарх не оставит без внимания и эту просьбу. Убедившись в том, что выдвижение нового предстоятеля является неотложной необходимостью, делегаты Собора остановили свой выбор на японце: решение в пользу епископа Киотоского и Западно-Японского Феодосия (Нагасима) было принято единогласно. 21 марта 1972 года Священный Синод РПЦ удовлетворил просьбу митрополита Владимира об отставке и утвердил кандидатуру нового предстоятеля. 27 марта 1972 года архиепископ Ювеналий и делегация автономной Церкви во главе с епископом Феодосием вылетели в СССР. 28 марта того же года Патриарх Пимен совершил интронизацию нового предстоятеля.
На первых порах митрополиту Феодосию пришлось прикладывать немалые усилия к тому, чтобы преодолеть скептическое отношение к нему части православной паствы и инерцию старейшин епархиальной администрации; при этом уже через три месяца в Николай-до отмечали, что новый владыка «по отношению к верующим… держит себя значительно выше и неприступнее по сравнению с митрополитом Владимиром». Опорой владыки Феодосия стали в основном люди его поколения, выпускники Свято-Владимирской семинарии: на место главы Токийской консистории он продвигал 39-летнего священника Савву Онами, служившего в приходе Яматэ и исполнявшего обязанности митрополичьего переводчика и секретаря; в Киотоской епархии важную роль играли 41-летний протоиерей Кирилл Арихара — настоятель осакской церкви, и настоятель прихода в Кобэ 36-летний священник Прокл Усимару — однокурсник митрополита Феодосия по Токийской семинарии, церковный историк и единственный сотрудник Отдела внешних связей Японской православной церкви. В Сэндай груз епархиальных дел лежал на 39-летнем священнике Иустине Ямагути. Уже на Соборе в июле 1972 году в Церкви по инициативе нового предстоятеля был произведён ряд перемещений: по оценке служителей Патриаршего подворья в Токио, «все те, кто был в хорошем отношении с бывшим митрополитом Владимиром, оказались далеко на периферии».
После отъезда епископа Серафима (Сигриста) — несмотря на формальное существование в Японии трёх епархий — митрополит Феодосий до самой своей смерти в 1999 года оставался единственным архиереем автономной Японской Церкви.
Стремясь упорядочить церковную жизнь, митрополит Феодосий способствовал утверждению пяти- и десятилетних планов развития Японской Церкви. Эти планы стали основой деятельности Церкви по расширению проповеди, воспитанию церковнослужителей, упрочению материальной базы и созданию внецерковных связей. Митрополиту Феодосию удалось добиться финансовой независимости Церкви и обеспечить жалование духовенству. С самого начала своего предстоятельства владыка указывал, что главная задача Японской Церкви — деятельная проповедь Христовой истины внешнему миру.
При митрополите Феодосии перестраивались и возводились заново храмы во многих городах Японии: самыми заметными постройками стали новый Покровский храм в Иокогаме, в районе Мацугаока (1980 г.), Троицкая церковь в Токусима (1980) и Вознесенская церковь в Асикага (1983), а также двухкупольный Троицкий храм в Кусиро (1992) и новое здание Благовещенского собора в Сэндай, возведенное на прежнем месте в 1998 году. В последние годы жизни митрополит Феодосий много трудов положил на восстановление Воскресенского собора в Токио. Кампания по сбору средств на реставрацию собора началась в ноябре 1990 года. Для украшения интерьеров храма митрополитом Феодосием были приглашены мастера из России. В 1997 году трудами и попечением митрополита Феодосия на пожертвования прихожан были вызолочены и украшены платиной все три иконостаса собора. В 1998 году состоялось торжественное освящение обновлённого собора.
При митрополите Феодосии осталась нерешённой проблема развития монашеской жизни: не считая Софийского монастыря в Тиба, бывшего частной инициативой епископа Николая (Саямы), в Японии так и не было основано ни одной обители. Отсутствие института монашества и чёрного духовенства, в свою очередь, затрудняло и преемственность архиерейской власти на трёх кафедрах автономной Церкви.
Скончался 7 мая 1999 года. 13 мая того же года в 13:00 в Воскресенском соборе в Токио состоялось его отпевание, которое совершили: архиепископ Калужский и Боровский Климент (Капалин), архиепископ Филадельфийский и Пенсильванский Герман (Свайко) (Православная церковь в Америке), настоятель Софийского монастыря в Чиба архиепископ Раменский Николай (Саяма), епископ Сеульский и Корейский Сотирий (Трамбас) (Константинопольская православная церковь), протоиерей Иоанн Юдик (Православная церковь в Америке), протоиерей Николай Кацюбан и двадцать четыре священника Японской православной церкви. Отпевание совершалось по священническому чину на церковно-славянском и японском языках. Под траурный колокольный звон и пение ирмосов Великого канона «Помощник и покровитель» гроб с телом почившего архипастыря был обнесён духовенством вокруг собора. Последнюю заупокойную литию архипастыри и священники совершили перед собором. Митрополит Феодосий был похоронен на кладбище Янака, где находится гробница равноапостольного Николая Японского, и где покоятся также митрополит Сергий (Тихомиров) и епископ Николай (Оно).